# Dinodasys delawarensis
Dinodasys delawarensis is een buikharige uit de familie Turbanellidae. Het dier komt uit het geslacht Dinodasys. Dinodasys delawarensis werd in 2008 voor het eerst wetenschappelijk beschreven door Hummon. 